# Rainer Matheisen

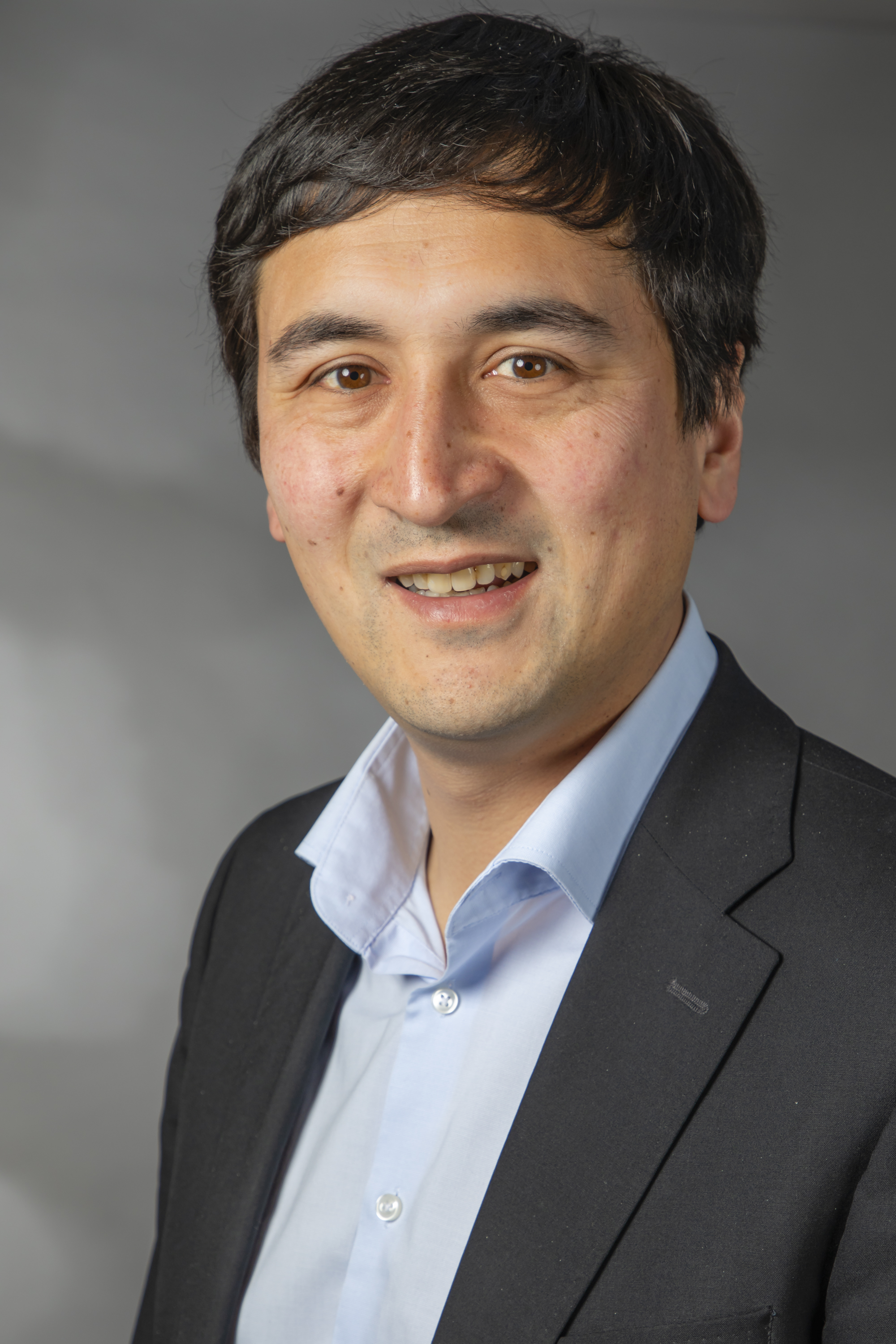

Rainer Matheisen (* 29. November 1980 in Mettmann) ist ein ehemaliger deutscher Politiker (FDP). Er war von 2017 bis 2022 Abgeordneter im Landtag Nordrhein-Westfalen.

## Leben
Er ist als Sohn einer koreanischen Mutter in Mettmann geboren. Rainer Matheisen legte seine Abiturprüfung im Jahr 2000 ab, Zivildienst und eine Ausbildung zum Groß- und Außenhandelskaufmann schlossen sich an. Bereits zu Schulzeiten machte er sich mit einem kleinen Unternehmen für Elektronik und Kommunikation selbstständig. Er ist verheiratet und lebt mit seiner Frau und einer Tochter in Düsseldorf. Nach der Landtagswahl wurde Matheisen Honorarkonsul der Republik Korea in Düsseldorf.

## Akademische Laufbahn
Während seines Studiums der Germanistik und Politikwissenschaft an der Heinrich-Heine-Universität Düsseldorf amtierte er von 2007 bis 2009 als AStA-Vorsitzender. Mit seinem Stellvertreter Philipp Tacer konnte er erreichen, dass die Heinrich-Heine-Universität im Sommersemester 2008 als erste Hochschule in Nordrhein-Westfalen ein landesweit gültiges Semesterticket einführte.
Während seiner Amtszeit wurden Mehrausgaben des AStA in Höhe von rund 70.000 Euro aus Rücklagen entnommen. Die Opposition kritisierte dies, stimmte dennoch dem Haushalt schlussendlich zu. Besondere Kritik durch den Marxistischen Studierendenbund Spartakus erfuhr auch die von Matheisen zugegebene Tatsache, dass er für mehr als 800 Euro auf Kosten des AStA private Telefongespräche führte. Nach Konsultation des Finanzreferates wurde der Betrag mit seiner Aufwandsentschädigung verrechnet.

## Politik
In Düsseldorf gehörte Matheisen ab 2009 dem Stadtrat an. Während seines Ratsmandats setzte er sich unter anderem gegen die vom damaligen Verkehrsdezernenten und späteren Düsseldorfer Oberbürgermeister Stephan Keller initiierte Umrüstung der zahlreichen Gaslaternen ein und unterstützte die Initiative Düsseldorfer Gaslicht, welche sich zum Erhalt und zur Pflege als Industriedenkmal einsetzt. Mit einer Ratsmehrheit am 14. Mai 2020 wurde dieses langfristige Ziel erreicht und die Unterschutzstellung von ca. 10.000 Gaslaternen sichergestellt.
Matheisen kandidierte ab 2010 im Landtagswahlkreis Düsseldorf III für das Direktmandat, wobei er 4,3 % (2010), 6,3 % (2012) und 11,2 % (2017) der Erststimmen erhielt. Bei der Landtagswahl in Nordrhein-Westfalen 2017 zog er über die Landesliste seiner Partei in den 17. Landtag Nordrhein-Westfalens ein. Daraufhin legte er im Sommer 2017 sein Ratsmandat nieder. Er wurde von der FDP-Landtagsfraktion zum Sprecher für die Themen Innovationen und Start-ups und zum Sprecher für Drogenpolitik gewählt. Er setzte sich für die kontrollierte Abgabe von Cannabis zu Genusszwecken ein. Nach der Landtagswahl 2022 schied er aus dem Landtag aus und kündigte an, sich vorerst seiner Aufgabe als Honorarkonsul und beruflich neuen Aufgaben widmen zu wollen. Eine erneute Kandidatur sei „keine Option“.